# Salix János
Felbarthali Salix János (?, 1610 körül – Nagyszombat, 1668. július 9.) ciszterci szerzetes, választott püspök.

## Életútja
1647-ben Gajár plébánosa volt. III. Ferdinánd 1653. július 31-én cikádori apáttá nevezte ki, azzal a meghagyással, hogy amint lehetséges lesz, ismét telepítse meg a cisztercieket. 1655. június 12-én korbáviai címzetes püspök, királyi tanácsos. 1658. január 24-én pécsi címzetes püspök. 1661. április 24-én a török kézen lévő püspökség összes javait bérbe adta a kiskomáromi várparancsnoknak, VII. Sándor pápa szeptember 26-án megerősítette. Ezután Szakolcán plébános, majd 1663. augusztus 23-ától esztergomi kanonok volt.